# Fort Myers Shores
Fort Myers Shores är en ort (CDP) i Lee County, i delstaten Florida, USA. Enligt United States Census Bureau har orten en folkmängd på 5 487 invånare (2010) och en landarea på 5,4 km².